# ТЕС Наама
ТЕС Наама – теплова електростанція на північному заході Алжиру у вілаєті Наама неподалік кордону з Марокко. Розташована біля містечка Mecheria за три десятки кілометрів на північ від столиці провінції міста Наама, на території Високих рівнин, що розділяють гірські системи Сахарський Атлас та Тель-Атлас.
В Алжирі на початку 21 століття на тлі дефіциту енергогенеруючих потужностей в окремих випадках організували перебазування газових турбін малої потужності. Зокрема, на площадку станції Наама перемістили вісім турбін розробки компанії General Electric з одиничною потужністю 25 МВт. Їх доставили сюди з ТЕС Мсіла, яка в свою чергу отримала це обладнання ще у першій половині 1980-х).
А у першій половині 2010-х тут запланували зведення другої черги, при цьому ТЕС Наама стала однією з шести парогазових станцій комбінованого циклу, контракти на спорудження яких на початку 2014 року уклала алжирська електроенергетична компанія Sonelgaz (поряд з ТЕС Каїс, Умаш, Беллара, Джельфа та Сугер). Друга черга станції Наама складається із двох однотипних блоків, кожен з яких має дві газові турбіни General Electric типу 9FA, що через котли-утилізатори виробництва південнокорейської BHI (по ліцензії британської Amec Foster Wheeler) живлять одну парову турбіну тієї ж General Electric. Загальна проектна потужність ТЕС становить 1163 МВт.
Генеральним підрядником спорудження парогазової станції обрали південнокорейську компанію Samsung. Завершення будівельних робіт планується на 2018 рік, проте, як і у випадку з майже всіма іншими замовленими за результатами тендеру 2013 року об’єктами, зведення ТЕС Наама стрічається з суттєвими перепонами. Наприклад, місцеві мешканці блокують об’єкт вимагаючи прийняти їх на роботу.
Станція споживає природний газ, що надходить по перемичці від трубопроводу Магриб — Європа.